# Галлідей (Північна Дакота)
Галлідей (англ. Halliday) — місто (англ. city) в США, в окрузі Данн штату Північна Дакота. Населення — 241 особа (2020).

## Географія
Галлідей розташований за координатами 47°21′3″ пн. ш. 102°20′28″ зх. д. / 47.35083° пн. ш. 102.34111° зх. д. (47.350808, -102.341044).  За даними Бюро перепису населення США в 2010 році місто мало площу 1,19 км², з яких 1,18 км² — суходіл та 0,01 км² — водойми.

## Демографія
Згідно з переписом 2010 року, у місті мешкало 188 осіб у 93 домогосподарствах у складі 52 родин. Густота населення становила 157 осіб/км².  Було 135 помешкань (113/км²).
Расовий склад населення:
| - 90,4 % — білих - 5,9 % — корінних американців - 1,6 % — азіатів - 0,5 % — чорних або афроамериканців |

До двох чи більше рас належало 1,6 %. Частка іспаномовних становила 0,5 % від усіх жителів.
За віковим діапазоном населення розподілялося таким чином: 20,7 % — особи молодші 18 років, 48,4 % — особи у віці 18—64 років, 30,9 % — особи у віці 65 років та старші. Медіана віку мешканця становила 53,2 року. На 100 осіб жіночої статі у місті припадало 118,6 чоловіків;  на 100 жінок у віці від 18 років та старших — 115,9 чоловіків також старших 18 років.
За межею бідності перебувало 9,3 % осіб, у тому числі 0,0 % дітей у віці до 18 років та 16,7 % осіб у віці 65 років та старших.
Цивільне працевлаштоване населення становило 143 особи. Основні галузі зайнятості: будівництво — 18,9 %, мистецтво, розваги та відпочинок — 17,5 %, освіта, охорона здоров'я та соціальна допомога — 16,8 %.